# Claustro del monasterio de Poblet

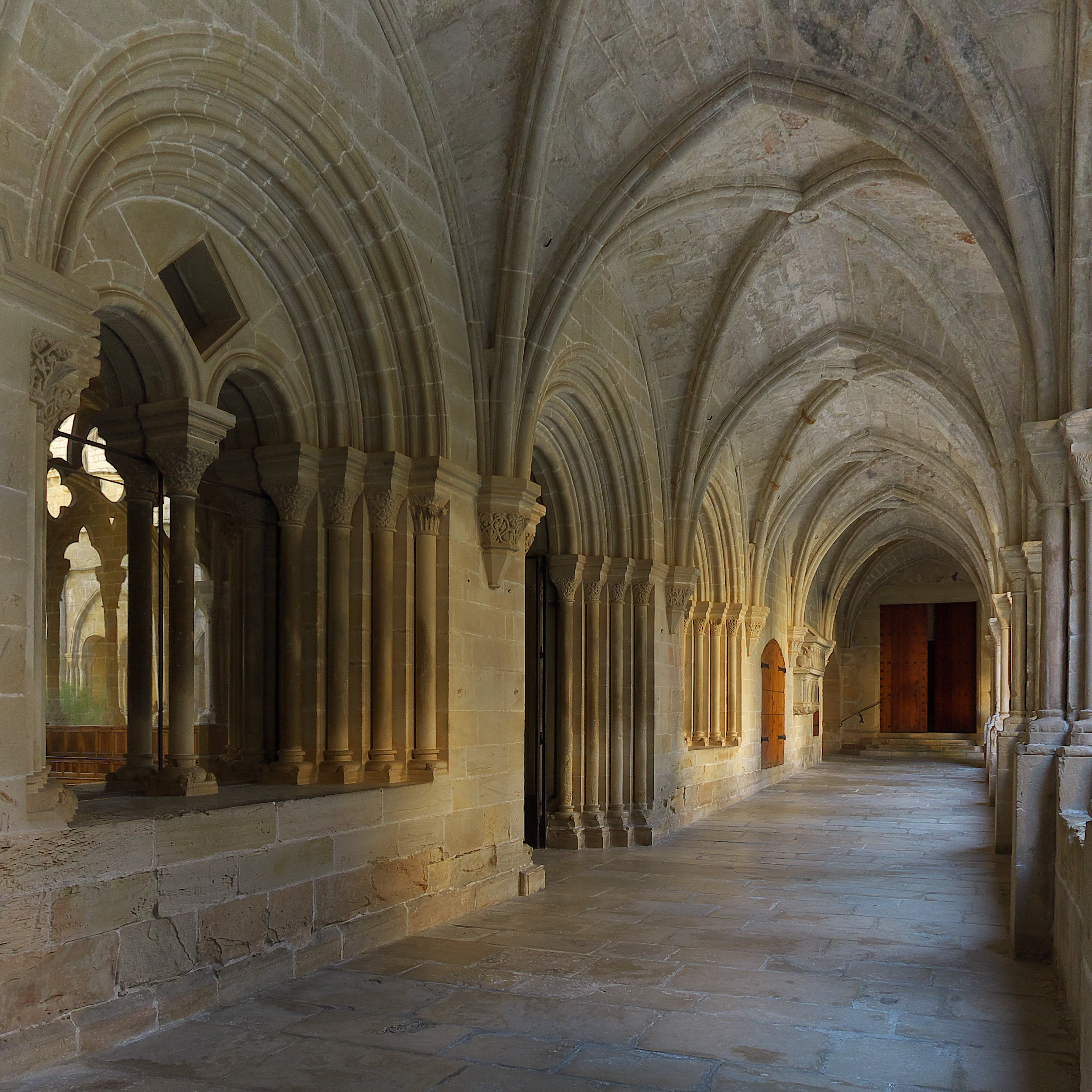
Vista del claustro, panda este y sala capitular

El monasterio de Poblet se encuentra situado en el término municipal de Vimbodí, en la comarca catalana de la Cuenca de Barberá, en la provincia de Tarragona, España. Es una institución cisterciense del siglo XII que comprende un recinto muy complejo y extenso. Su claustro está situado junto a la pared norte de la iglesia, construido en estilo románico del siglo XII con ampliaciones y remodelaciones de arquitectura cisterciense del siglo XIII. Su planta es rectangular y en su panda este se articula la estancia de la sala capitular, de dimensiones excepcionales, cuya profundidad llega más allá de la anchura del crucero más el espacio de la primera capilla de la girola. Es tan profunda como la longitud de la sacristía vieja, que está pared con pared con su panda sur.

## Fases de construcción
La parte más antigua corresponde a la galería sur, comenzada en estilo románico del siglo XII, cuya bóveda de crucería se terminó ya en el XIII, casi un siglo después. Inicialmente constaba de seis tramos que fueron después ampliados a siete, lo que dio un resultado de claustro rectangular en lugar de cuadrado. Durante todo este siglo XIII siguieron los trabajos del claustro, según testimonio de documentación escrita en testamentos y donaciones que se van otorgando a tales obras, siguiendo siempre la traza original románica de sus muros.
Durante el reinado de Jaime I el claustro recibió un gran apoyo constructivo. El alzado definitivo de las bóvedas de crucería se hizo a mediados del siglo XIII, al mismo tiempo que la renovación de las dependencias de la panda este.
En 1302 tuvo lugar la ampliación del espacio claustral al suprimirse el dormitorio de conversos.  En general, la estructura de las galerías se asemeja a la catedral de Tarragona por el empleo de pilares cruciformes que llevan columnas adosadas en sus frentes y en sus esquinas, y se asemeja también en los arcos apuntados que envuelven el arco abierto en cada tramo. Entre tramo y tramo —compuesto cada uno de dos arcos— se adosan unas columnas que nacen en el suelo y se elevan hasta la cornisa, actuando de separación de los mismos, a manera de «orden gigante».

## Motivos ornamentales
Aparte de la severa, y al mismo tiempo armoniosa arquitectura cisterciense que presenta el claustro, los motivos ornamentales pueden apreciarse en los capiteles de las columnas, motivos muy sencillos, geométricos y vegetales. La variada ornamentación hace uso de:
- Palmetas sencillas, acanaladas en dos pisos.
- Entrelazos y trenzados (que se ven en los capiteles de la sala capitular).
- Hojas alanceadas que a veces van festoneadas.
- Pseudo acanto de remate vuelto.
- Los cimacios son de moldura de dos boceles.

En general abunda la tradición de la escuela de Languedoc. La puerta del atrio del abad Copons se decora con unos capiteles románicos tardíos, diferentes por completo de los de la panda sur.

Motivos ornamentales de los capiteles
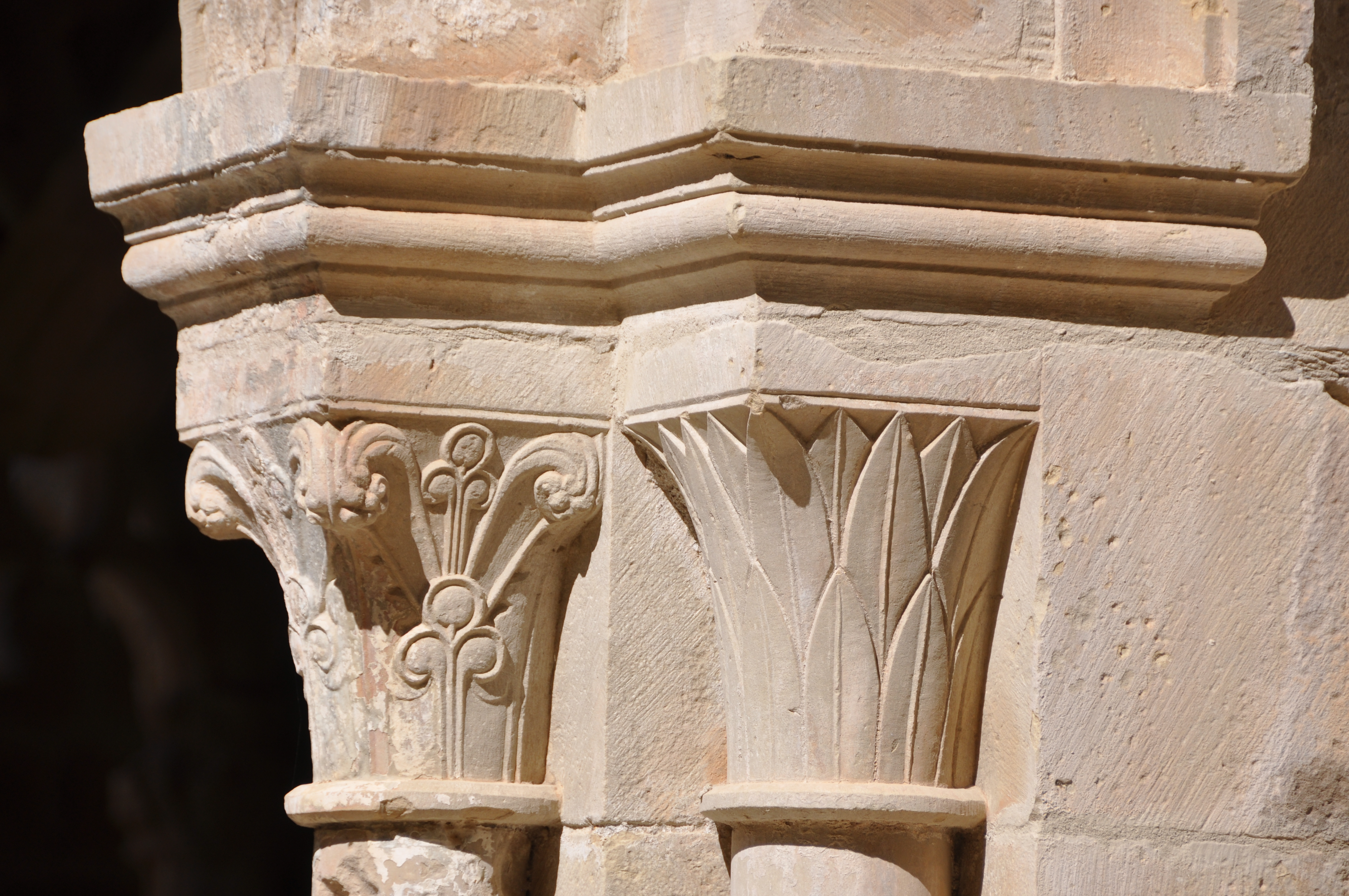
hojas alanceadas
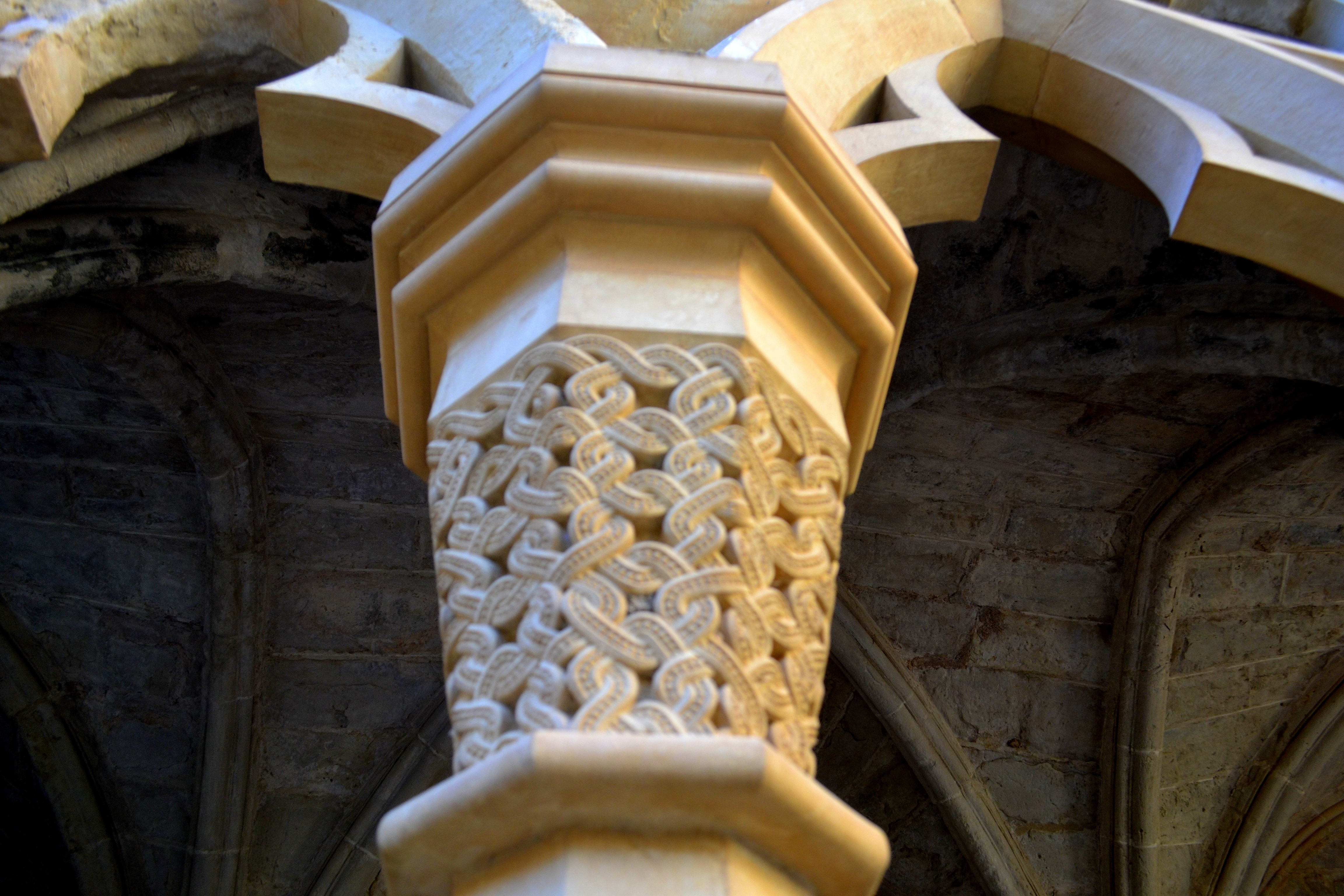
Entrelazos
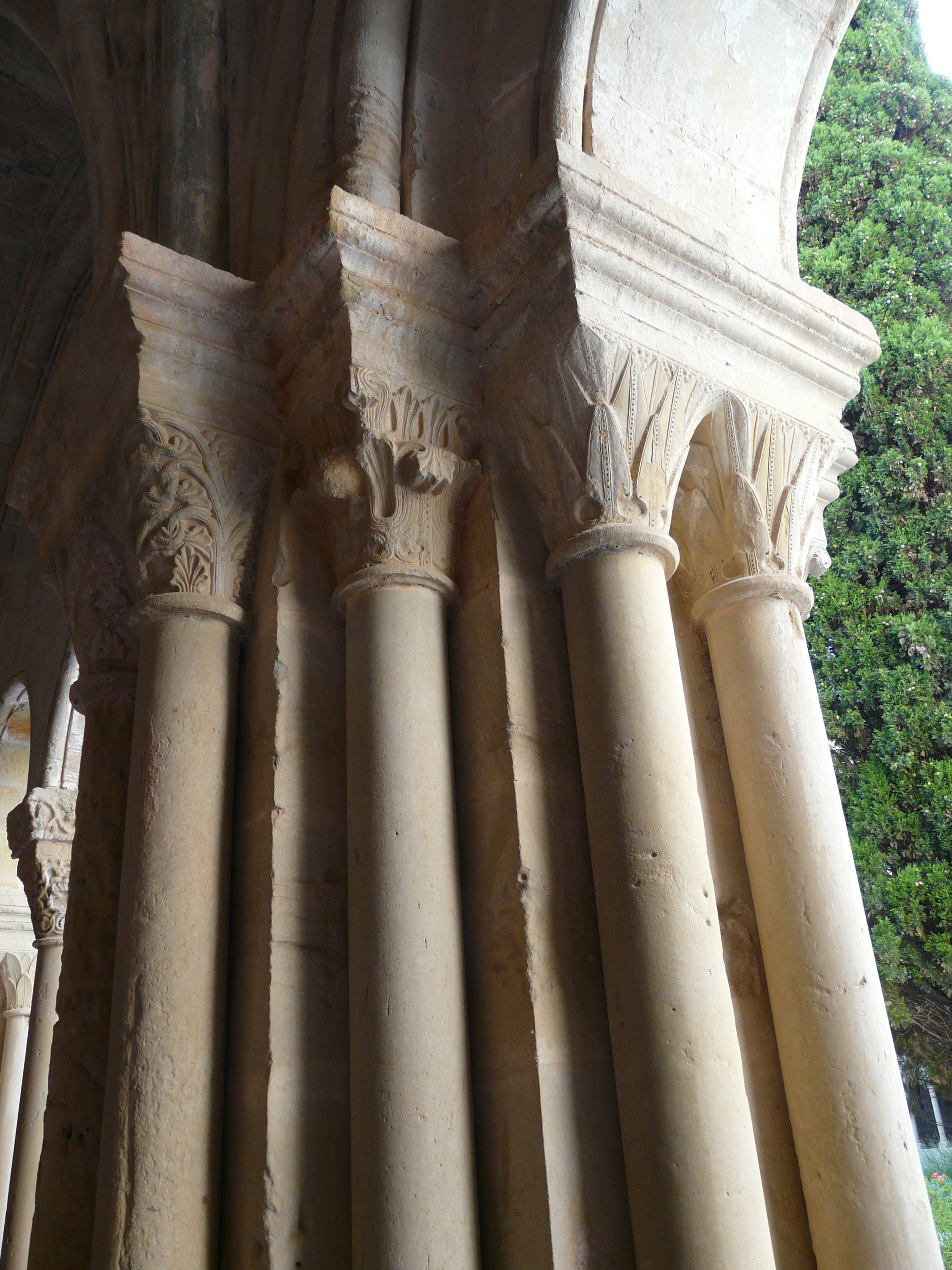
Cimacio de doble bocel

## Dependencias

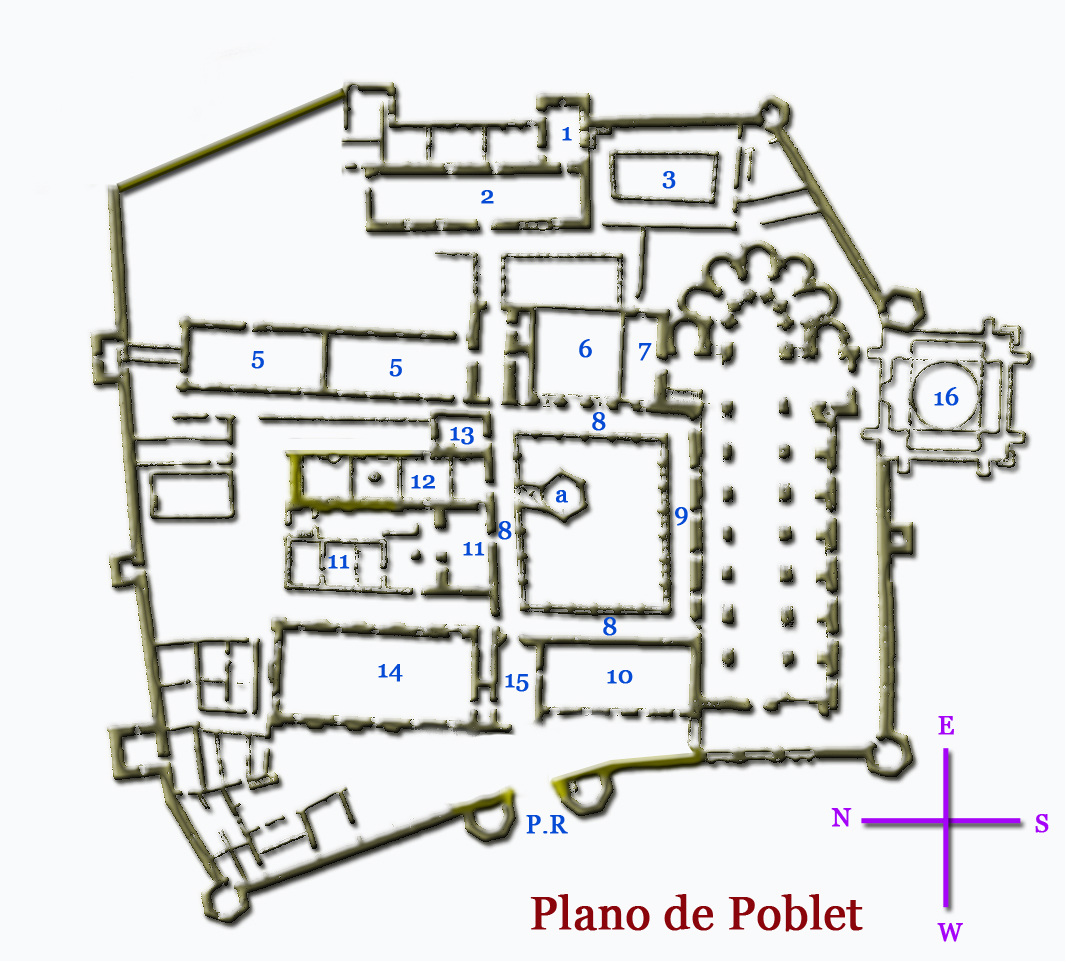
Plano de la clausura del monasterio de Poblet.

Todas las necesidades de los monjes para su vida religiosa y comunitaria se ven cubiertas con las dependencias apropiadas para su vida diaria. Las estancias se van articulando en cada panda distribuyéndose según su costumbre tradicional. A juzgar por los documentos conservados, las galerías del claustro y sus respectivas dependencias se fueron construyendo durante todo el siglo XIII, partiendo de sus muros que se habían construido con traza románica. La primera galería que se construyó fue la del sur pegando con el muro de la iglesia razón por la que no se abren en ella ninguna sala. Es la llamada panda de lectura o panda del mandatum.

### Panda este
En esta galería se encuentran la biblioteca, el locutorio, la gran escalera de acceso al dormitorio que está en la planta superior, la sala capitular y a su lado junto a la iglesia la sacristía antigua que sirvió de primitiva capilla.

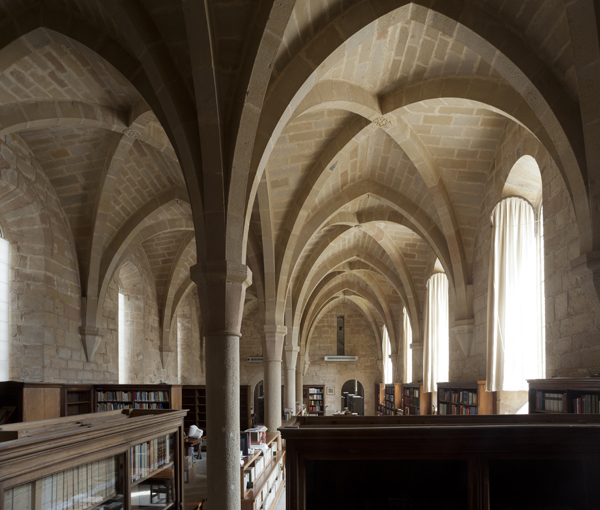
Biblioteca

La biblioteca (nº 5 en plano) no se encuentra exactamente abierta a una de las pandas del claustro sino que se accede a ella a través del locutorio que está pegado a la sala capitular en la esquina nordeste. Esta estancia fue al principio un escritorio y se originó como biblioteca a partir de las donaciones particulares del rey Pedro III en tiempos del abad Pedro Virgili. Posteriores donaciones y adquisiciones hicieron de esta librería un lugar afamado en la Europa del momento. En el siglo XVII se la conocía con el nombre de Biblioteca de don Pedro Antonio de Aragón duque de Segorbe y Cardona (muerto en 1690); este personaje hizo una donación de 4.322 volúmenes de los cuales muchos se perdieron con los avatares sufridos por el monasterio durante el siglo XIX, aunque después se recuperaron algunos volúmenes. Se distinguen estos ejemplares por su encuadernación de cordobán rojo y el nombre y armas heráldicas que llevan grabados en oro. Los cantos son también dorados. Los fondos se han ido enriqueciendo con nuevas donaciones de bibliotecas públicas y entregas privadas de personalidades catalanas. Se custodia en la actualidad el archivo particular del político catalán Josep Tarradellas.

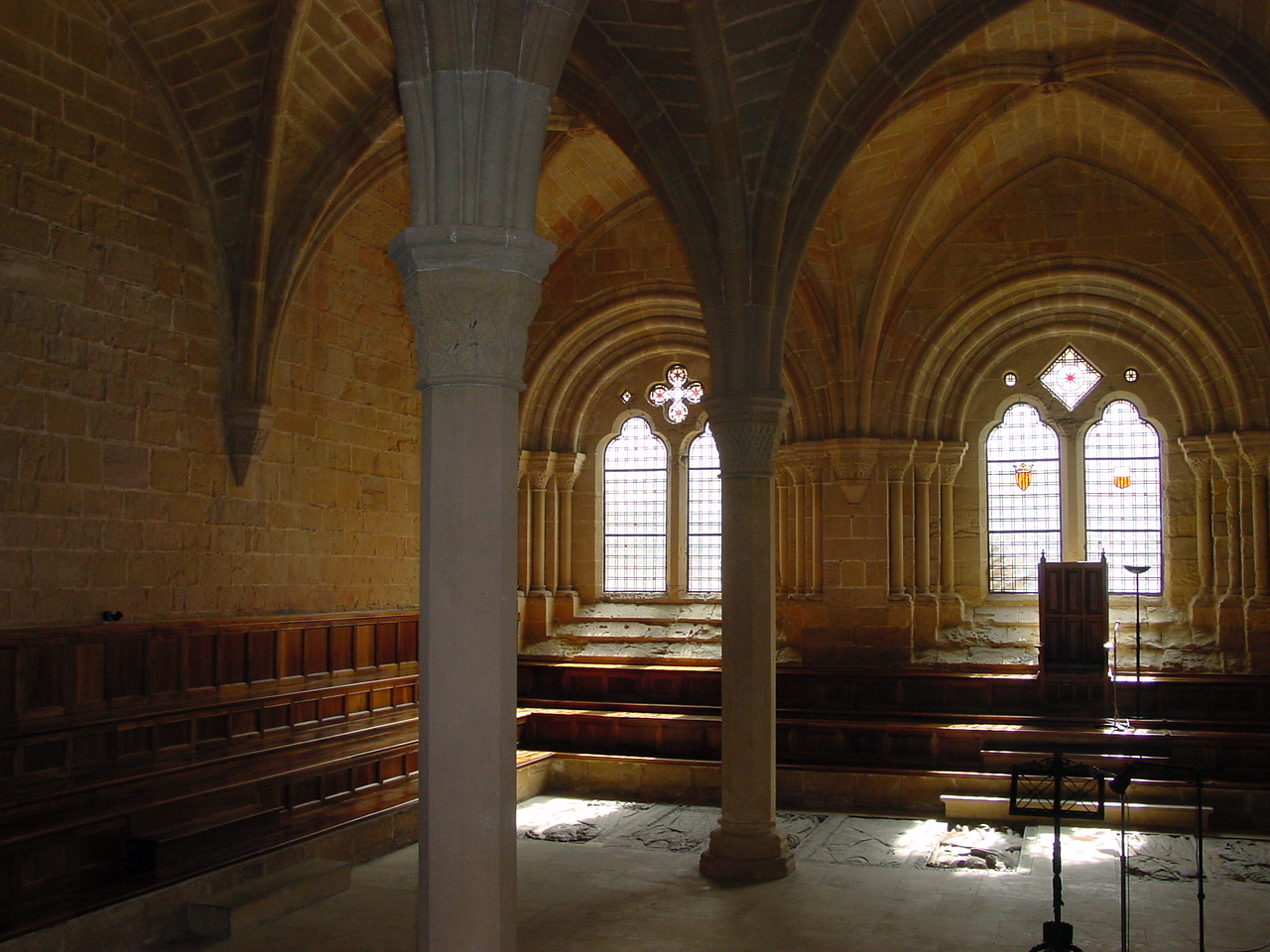
Sala capitular.

La sala capitular, (n.º 6 en plano), es un enorme rectángulo que alcanza una profundidad que no tiene comparación con otras salas cistercienses de otros monasterios, abarcando la longitud de la sacristía vieja (n.º 7 en plano). Corresponde a los siglos XII y XIII. Se entra desde la galería por una puerta románica cuyos capiteles (en muy buen estado de conservación), están labrados con motivos vegetales. La estancia consta de nueve espacios delimitados por cuatro columnas de fuste octogonal que rematan en capiteles  de los que arrancan los nervios que forman la bóveda de crucería.
En el suelo pueden verse once grandes laudas de piedra que son los enterramientos abaciales antiguos. Llevan esculpida la heráldica de cada uno y algunos su nombre. Alrededor de la sala y pegados a los cuatro muros están los asientos en madera para los monjes, dispuestos en tres escalones; fueron restaurados en 1946. Al fondo se abren unos ventanales protegidos por arcos de medio punto con tres arquivoltas que descansan en sus respectivas columnas. Son muy amplios y proporcionan mucha luz a la sala. Al otro lado de la pared donde están estos vanos se encuentra el claustrillo del locutorio, de finales del siglo XIII, que fue reconstruido por Fernando de Antequera.

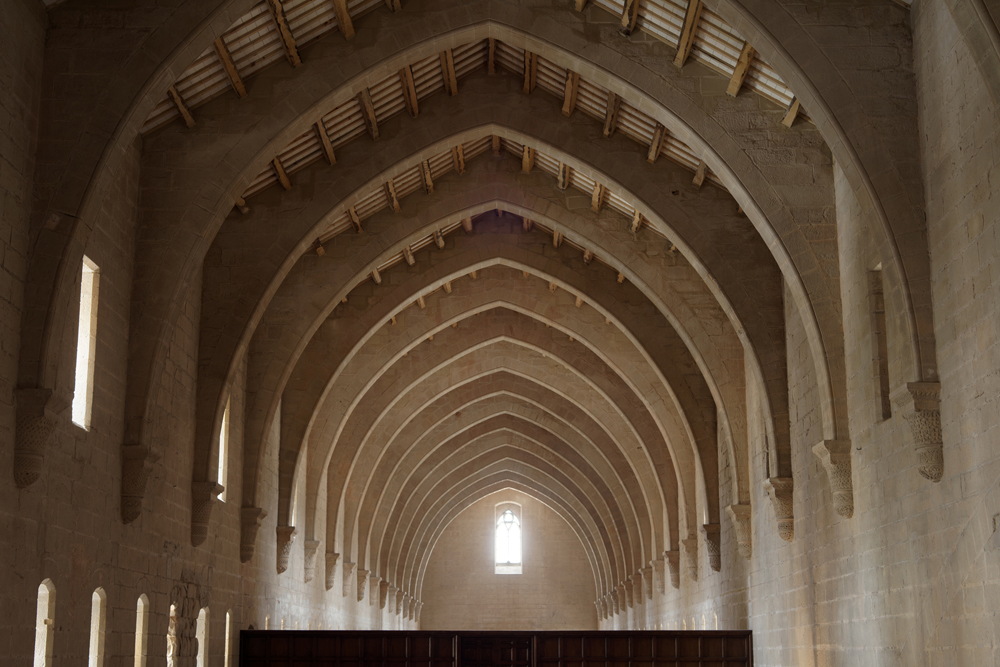
Dormitorio de los monjes en el piso superior

El dormitorio comunitario de los monjes se encuentra en el piso superior de esta panda este según la disposición habitual cisterciense. Se trata de una sala de 87 metros de longitud por diez de ancho con una cubierta a dos aguas apoyada en 19 arcos fajones que se inician en ménsulas en los muros. La sala dispone de luz natural mediante dos ventanas bajas por tramo y una ventana alta cada dos tramos.

### Panda norte
En la panda norte se encuentran situados: la barbería o calefactorio (n.º 13 en plano) de finales del siglo XII (que durante el proceso de restauración y al ser un espacio relativamente pequeño, se pudo amueblar completamente); el refectorio (n.º 12 en plano); la cocina (n.º 11 en plano).

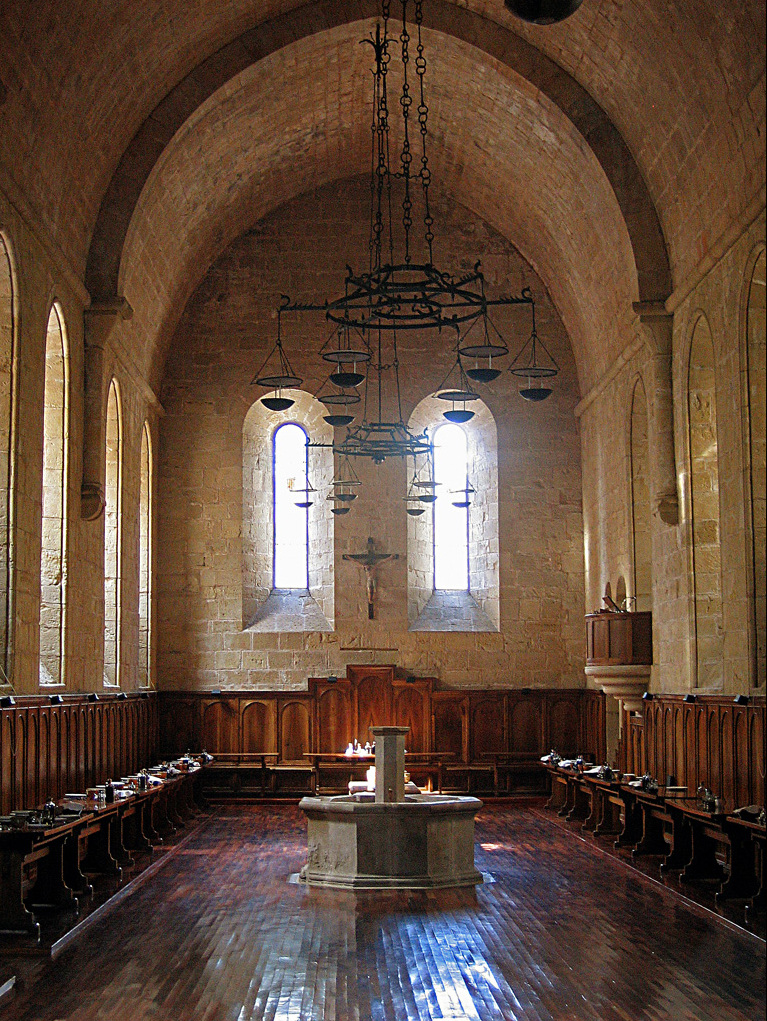
Refectorio, con la fuente en el centro y el púlpito de lectura en la pared

El refectorio o comedor de monjes es una sala de planta rectangular con bóveda de cañón apuntada y arcos fajones, que se terminó de construir en el siglo XII. Conserva el púlpito situado en el muro de la derecha donde el monje de turno leía las escrituras sagradas mientras la comunidad comía. Además del lavabo-templete que está en el patio, justo enfrente, en esta pieza hay una fuente octogonal de piedra colocada en medio de la habitación. Fue restaurado en 1946 y a partir de entonces sigue cumpliendo sus funciones como comedor de monjes. A su lado se encuentra el calefactorio de finales del siglo XII, lugar donde los monjes entraban a calentarse un poco y que servía también como barbería (n.º 13 en plano). Al otro lado está la cocina del siglo XIII, ampliada por detrás con dependencias más modernas. Está totalmente reconstruida y amueblada, aunque los monjes actuales no la usan como tal. Es obra de sillería cubierta por bóveda de crucería. Se comunica con el refectorio por medio del tradicional torno.

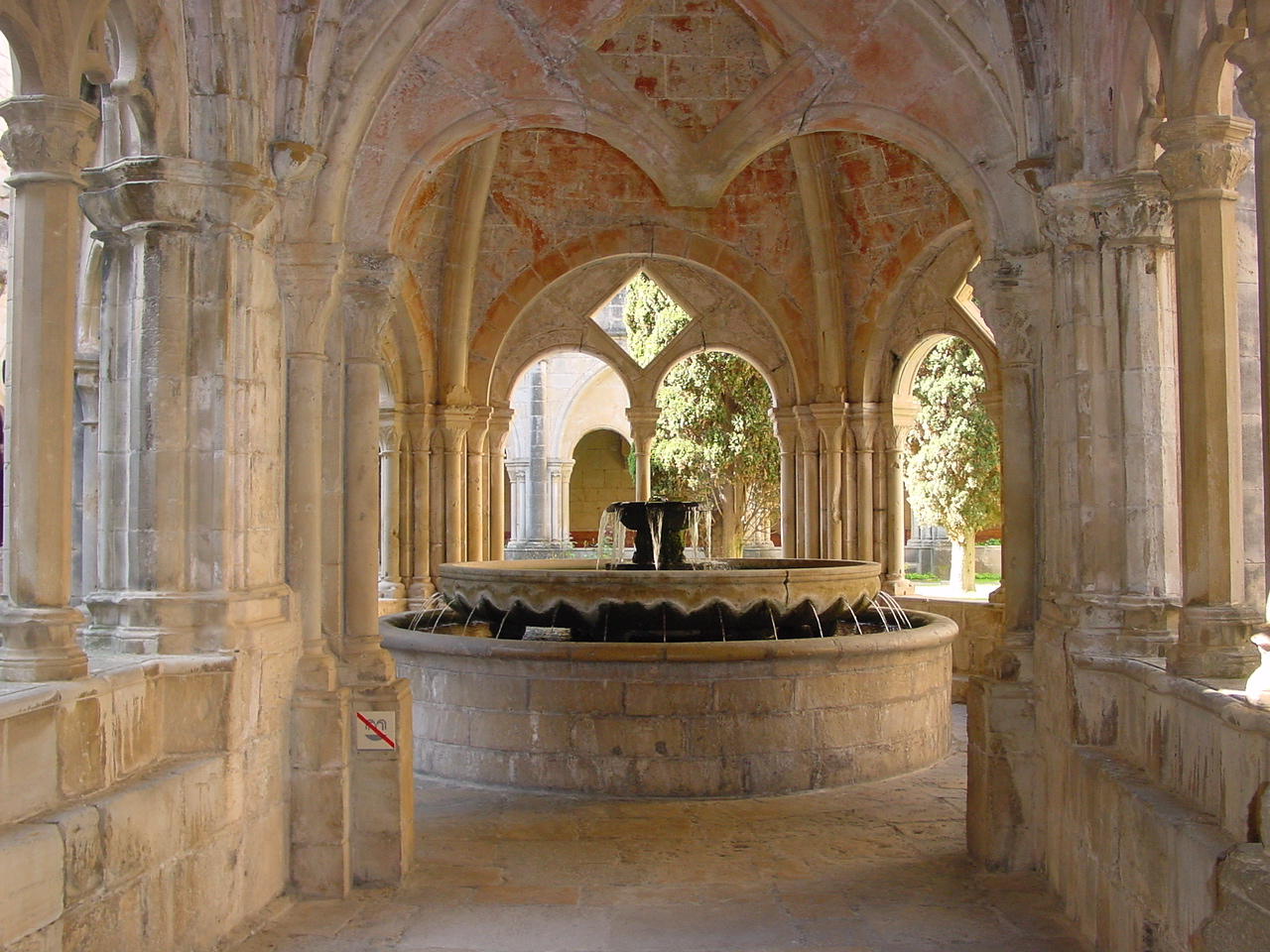
Templete del lavabo.

En el patio y frente al refectorio se encuentra el lavabo en forma de templete, de principios del siglo XIII. Esta pieza era indispensable para la vida y costumbres de los monjes cistercienses por lo que se concedía una atención especial a su construcción. Antes de entrar al comedor era obligatorio pasar por el lavabo.

### Panda oeste
En esta galería está el atrio (n.º 15 en plano) o vestíbulo que fue una construcción del siglo XIV, del abad Copons y los lagares (n.º 10 en plano) que fue el antiguo dormitorio de legos edificado en el siglo XIII. Sobre esta pieza se encuentran algunas de las dependencias del palacio del rey Martín el Humano.